# Xylomya
Xylomya är ett släkte av tvåvingar. Xylomya ingår i familjen lövträdsflugor.

## Dottertaxa tillXylomya, i alfabetisk ordning[1][2]
- Xylomya alamaculata
- Xylomya americana
- Xylomya aterrima
- Xylomya chekiangensis
- Xylomya ciscaucasica
- Xylomya czekanovskii
- Xylomya decora
- Xylomya elongata
- Xylomya fasciatus
- Xylomya galloisi
- Xylomya gracilicorpus
- Xylomya longicornis
- Xylomya luteicornis
- Xylomya maculata
- Xylomya matsumurai
- Xylomya mlokosiewczi
- Xylomya moiwana
- Xylomya pallidifemur
- Xylomya parens
- Xylomya prista
- Xylomya sauteri
- Xylomya semimaculata
- Xylomya shikokuana
- Xylomya sichuanensis
- Xylomya simillima
- Xylomya sinica
- Xylomya sordida
- Xylomya tenthredinoides
- Xylomya terminalis
- Xylomya trinotata
- Xylomya tuvensis
- Xylomya xixana
- Xylomya yasumatsui
- Xylomya zhelochovtsevi